# Wojciech Pisarczyk
Wojciech Pisarczyk (ur. 24 listopada 1988 w Kielcach) – polski koszykarz, występujący na pozycji niskiego skrzydłowego, obecnie zawodnik II ligowego AZS UJK Kielce.
Brat Tomasza Pisarczyka.
1 lipca 2022 został zawodnikiem MKKS Żaka Koszalin.
W 2024 roku wrócił do rodzinnego miasta aby dołączyć do lokalnej drużyny.

## Osiągnięcia
Klubowe
- Mistrz I ligi (2015, 2016, 2022[5])
- Zdobywca pucharu Polski PZKosz (2017)

Indywidualne
- Uczestnik meczu gwiazd I ligi (2011)[6]
- I skład II ligi (2016/2017)
- MVP II ligi (2016/2017)[7]

Reprezentacja
- Uczestnik
  - igrzysk europejskich:
    - w koszykówce 3×3 (2019 – 4. miejsce[8])